# Virgule (journal)
Pour les articles homonymes, voir Virgule (homonymie).
 (décembre 2022).
Virgule est un journal en ligne luxembourgeois en langue française édité par le groupe de presse Mediahuis Luxembourg (ex-Saint-Paul Luxembourg). 
Lancé le 28 septembre 2022, le site internet virgule.lu succède à la version française du site du Luxemburger Wort, wort.lu/fr. Le site offre une information générale. Même s’il peut reprendre des informations de sa publication sœur, le site offre en premier lieu des articles originaux. À son lancement, Virgule compte une rédaction de huit journalistes.

## Histoire
Plus important éditeur de presse du grand-duché de Luxembourg, Saint-Paul Luxembourg ambitionne dès les années 1970 de répéter le succès de son quotidien largement en langue allemande Luxemburger Wort aussi en langue française. Le français n’est pas seulement une langue officielle du Luxembourg, c’est surtout la langue véhiculaire de la majorité des immigrés vivant dans le pays, notamment ceux en provenance des pays voisins France et Belgique ainsi que d’Italie et du Portugal.
L’éditeur lance ainsi le 8 janvier 1972 dans le Luxemburger Wort le supplément en langue française La Voix du Luxembourg. Il disparaît cependant le 16 septembre 1978. Vingt ans plus tard, en 1999, ce supplément renaît sous forme d’un cahier du Luxemburger Wort. Le 2 octobre 2001, La Voix du Luxembourg devient un journal quotidien à part entière. En l'absence de succès commercial, le journal cesse à nouveau sa publication le 30 septembre 2011. 
En 2006, Saint-Paul Luxembourg lance un deuxième titre en langue française, le quotidien gratuit Point 24. Il cesse de paraître le 21 décembre 2012.
De ces initiatives survit cependant un site internet en langue française sous l’adresse web wort.lu/fr et la marque Luxemburger Wort. 
Dans le but de lui donner sa propre identité et de le développer, le site est complètement refondu en septembre 2022 sous le nom de virgule.lu.
Une nouvelle équipe composée de journalistes français, belges et luxembourgeois présente l'actualité du Luxembourg et de la Grande Région sous l'impulsion de Mélodie Mouzon, rédactrice en chef.